# Медей (теократ Команы Понтийской)
Медей (др.-греч.  Μήδειος) — теократ Команы Понтийской в последней трети I века до н. э.

## Биография
Медей стал теократом Команы Понтийской в 31 году до н. э. вскоре после битвы при Акции. В его подчинении оказалась территория более трёх тысяч стадий, включая земли, переданные ранее храмовому комплексу Марком Антонием. Возможно, что Медей был родственником своего предшественника Ликомеда, так как верховные жрецы Команы имели обычно царское происхождение.
Преемником Медея стал бывший жрец храма Зевса в Мисии Клеон, ранее управлявший частью Морены.